# Abramowski (Adelsgeschlecht)

Wappen der Jastrzębiec

Abramowski ist ein Adelsgeschlecht und gehört zur polnischen Wappengemeinschaft der Jastrzębiec. Es beginnt mit dem Stammvater Sigmund Abramowski und hat seinen Ursprung in Masuren im heutigen Polen.

## Herkunft
Es geht auf einen Angehörigen des weitverzweigten masowischen Adelsgeschlechts der Pomian zurück. Die 1480 ausgestellte Handfeste von Pomian nennt als Empfänger einen Paul (von) Pomian. In der Folge wechselt der Name auch in „z Pomyana“ (dt= von Pomyana). Das Gut selbst wird bereits im Jahre 1449 unter dem Namen Pomian erwähnt.

## Zur Entstehung des Namens (Kurzform)
Der Familienname ist eine Herkunftsbezeichnung.
Auf Jebraham (=dt. Abraham von Pomyana) scheint der neue Gutsname Jebrammen (bzw. Jebramy, später auch Jebramow) zurückzugehen, was im deutschen Abrahamsdorf bedeutet. Dieser Name erscheint erstmals in einem (in Deutsch ausgestellten) Kaufbrief von 1554 über das 70 Hufen große Gut Stablauken durch Michael von Abramsdorf und Albrecht von Ziperken „beyde Freie aus dem Johansburgischen Gebiet“. Da es sonst im Amt Johannisburg kein Abramsdorf gegeben hat, kann es sich nur um Jebrammen handeln (Die Ansiedlung „Abrahamsruh“ bei Goldap wurde erst 1838 errichtet).
Ein Kaufbrief von 1558 ausgestellt von Caspar von Lehndorff, erwähnt „Sygmundt von Gebrannofa aus dem Johanspurgischen“. Es gibt jedoch keinen Ort Gebrannofa. Dieser Sygmundt von Gebrannofa kann nur Sigmund von Pomian sein, der 1535 und 1540 auf Pomian erwähnt wird. In einer Notiz über die Zahlung der Kaufpreisrate im Jahr 1559 heißt er bereits Sigmundt Gebranoufski.
Nach der Änderung des Dorfnamens in Jebrammen verlässt Sigmund jedoch das Gut. Seine Söhne (Stenzeln, Bastyan, Hansen und Witegk=Albrecht) zahlen in den folgenden Jahren die Kaufpreisraten und erhalten Quittungen (auch Sigmund taucht darin nochmals auf) auf den Namen Gebramofski.
Auf 3 noch erhaltenen Entwürfen zu einer Verschreibung von 12 Hufen in Sodehnen nennen sie ihn: „Gebramofski“, „Abramnofsky“ und „Abramofsky“. In der 1577 ausgestellten endgültigen Verschreibung steht er als Sigmund Abramowsky. Danach wird er nur noch als „Abramowski“ erwähnt.
Damit ist aus der Herkunftsbezeichnung „von Jebrammen“, polnisch „z Jebramowa“, dann Gebramofski, schließlich in der zweiten Hälfte des 16. Jahrhunderts der Familienname Abramowski entstanden.
Es ist jedoch zu beachten, dass „Abramowsky“ mit „y“ oder „Abramowski“, die nicht im masurischen/ostpreußischen Gebiet ihren Ursprung haben (z. B. durch Annahme des Namens), hier nicht behandelt sind und somit nicht zum Adelsgeschlecht der Abramowski gehören.

## Wappen
Das Wappentier der Jastrzębiec Wappengemeinschaft ist der Habicht. Das Wappen zeigt im Schild mit blauem Grund ein mittig belegtes, goldenes Hufeisen mit einem goldenen Ritter- bzw. Kavalierskreuz in seiner Mitte. Das Kleinod ziert einen mit Laubkrone gekrönten Bügelhelm und einer Kette mit einem goldenen Amulett (einer sog. Turniermarke). In der Krone steht der Habicht mit ausgebreiteten Flügeln und hält in der Kralle ebenfalls ein goldenes Hufeisen und Kreuz. Die Helmdecke ist gelb und blau.
Es sind jedoch durchaus andere Wappen und Wappenveränderungen bekannt. Je nach Linie führen einige Abramowski ganz anders ausgestaltete Wappen: mit eigenem Motiv (West-Pr. Linie: Steenkendorf, Röschken, Schalkendorf), andere verwenden einen Mix mit dem oben gezeigten Motiv als Herzschild (Ost-Pr. Linie: Stradaunen, Prostken), oder führen die Wappen anderer Gemeinschaften (Wappen der Sas - Sächsisch/Schlesische Linie). Bei Übernahme von Gütern in anderen Regionen hat man sich durchaus anderen Wappengemeinschaften angeschlossen. Bekannt sind: Abdank, Nieczuja und Waga (1).

## Jebrammen
Jebrammen liegt in der Gemeinde Prostken (polnisch Prostki) und hieß ab 1938 „Bachort“, seit 1945 polnisch Jebramki.

## Verweise
- Sammlung „Bewegte Urkunden“, Staatsarchiv Königsberg (Pr.)
- Urkundenarchiv „Amt Pr. Eylau“